# Eärendil de Gondor
Eärendil es un personaje ficticio que pertenece al legendarium creado por el escritor británico J. R. R. Tolkien y cuya breve historia es narrada en los apéndices de la novela El Señor de los Anillos. Es un dúnadan, primogénito de Cemendur. Nació en el año 48 de la Tercera Edad del Sol y se convirtió en el quinto rey de Gondor tras la muerte de su padre en 238 T. E. Gobernó durante 86 años y fue un reinado de paz y sin acontecimientos importantes, por lo que no se narran en la historia. Murió en 324 T. E., siendo sucedido por su hijo Anardil.

## Etimología
El nombre de Eärendil está compuesto en la lengua quenya, costumbre que tuvo su origen en el reino de Númenor y que el rey Elendil inició también en los Reinos Exiliados de Gondor y Arnor tras su fundación. El nombre puede recibir distintos significados dependiendo del uso de los términos que lo forman:
- Eär : significa «mar».
- -ldil : también como -rnil o -rdil, es un sufijo que expresa devoción, por lo que se puede traducir como «amante de» o «amigo de».

Así el nombre significa «amigo del mar» o «amante del mar».